# SN 2001ka
SN 2001ka – supernowa odkryta 9 października 2001 roku w galaktyce A084907+4410. W momencie odkrycia miała maksymalną jasność 21,60m.